# بوب مان
بوب مان (بالإنجليزية: Bob Mann)‏ هو لاعب غولف أمريكي، ولد في 22 نوفمبر 1951 في ميلواكي في الولايات المتحدة.

## وصلات خارجية
- الموقع الرسمي
- بوب مان على موقع رابطة لاعبي الغولف المحترفين (الإنجليزية)